# 神谷郁代
神谷 郁代（かみや いくよ、1946年3月20日 - 2021年10月6日）は、日本のピアニスト。群馬県伊勢崎市出身。

## 来歴・人物
井口愛子、クラウス・ヘルヴィヒ、ステファン・アスケナーゼに師事。桐朋女子高校卒業の1964年に毎日音楽コンクールで優勝。西ドイツのエッセンにあるフォルクヴァング・ホッホシューレ音楽学部で研鑽を積み、1972年、エリザベート王妃国際音楽コンクールに6位入賞する。東邦音楽大学総合芸術研究所、京都市立芸術大学で教授を務めた。2001年、演奏活動35周年記念演奏会を挙行。
レパートリーは古典から現代曲まで幅広いが、ベートーヴェンの演奏で特に知られる。また、邦人作品も積極的に取り上げている。
2021年10月6日、肺炎のため東京都稲城市の病院で死去。75歳没。

## 主な競演団体
- NHK交響楽団
- 読売日本交響楽団
- サンクトペテルブルク交響楽団
- パイヤール室内管弦楽団
- ウィーン八重奏団

## ディスコグラフィー
- ベートーヴェン:ピアノ・ソナタ第14番「月光」・第8番「悲愴」・第23番「熱情」
- 朱玉のピアノ名曲集
- ジムノペデイ～サティ・P曲集
- ジムノペディ～サティ・ピアノ名曲集
- エリーゼのために～ピアノ名曲の楽しみ
- MARIAGE
- ベートーヴェン:後期ピアノ・ソナタ集
- ベートーヴェン:ピアノ・ソナタ集2
- ベートーヴェン:ピアノ協奏曲第4番/グリーグ:ピアノ協奏曲
- ベートーヴェン:ピアノ協奏曲第4番
- バッハ:イタリア協奏曲第1番
- 魅惑のコントラバス
- スーパー・ワールド・クラシックス2006
- モーツァルトCDこの1枚～名曲いいとこどり
- N響伝説のライヴ！
- プレイズ・シューベルト
- 松村禎三作品集(Naxos)
- 交響曲 第5番/別宮貞雄:管弦楽作品集

## 著書
- 神谷郁代『生きているピアノ』東京音楽社]、1990年11月1日。ISBN 978-4885641718。
- 神谷郁代『ピアノを楽しむ〈1〉初級者のための小曲集』主婦の友社〈Shufunotomo CD Books〉、1991年11月1日。ISBN 978-4079376006。
- 神谷郁代『ピアノを楽しむ〈2〉初級者のための小曲集』主婦の友社〈Shufunotomo CD Books〉、1991年11月1日。ISBN 978-4079376174。
- 神谷郁代『魔法の指のひみつ』ハンナ、2002年3月4日。ISBN 978-4883641505。